# Маврины
Ма́врины (Глинки—Маврины) — древний русский дворянский род.
Род внесён в VI и II часть дворянских родословных книг Новгородской губернии (Гербовник, часть I, стр. 41).
Существует ещё род Мавриных, более позднего происхождения.

## Происхождение и история рода
По семейным преданиям род Мавриных ведёт своё начало от выехавшего (1278)  Семёна Маврина.  Царским указом (1582) Мавриным пожалованы поместья в Минецком и Молодиленском погостах. В последующем на протяжении трёх столетий в Боровичском уезде Новгородской губернии Мавриным принадлежали усадьба в сельце Василёво (ныне в составе села Минцы Хвойнинского района), а также полностью или частично 26 деревень, в том числе Остахново, Дудинское, Демидово, Воронское, Погорелка, Сосонье, Болото, Стремково, Полобжа, Макарьино и другие.
Семён Семёнович Маврин был воспитателем императора Петра II  (1721— 1727). Его племянник Савва Иванович † 1809), генерал-провиантмейстером (1787— 1790) и сенатором.
Последним представителем рода был сенатор Семён Филиппович Маврин (1772—1850). Он состоял в браке с дочерью генерала А. Я. Сукина Анной Александровной (1805—1871). У них родились три девочки: Александра (1825—1885), Анна (1827—1889) и Варвара (1835—?). После смерти мужа имениями управляла Анна Александровна. В свою очередь она завещала лужские имения дочери Александре, орловские — Варваре, боровичские — Анне. Анна Семёновна вышла замуж за князя Михаила Николаевича Шаховского, младшая дочь Варвара осталась незамужней,

## Глинки—Маврины
Генерал-адъютант Борис Григорьевич Глинка, женат на Александре Семёновне Мавриной. Высочайше утверждённым (17 мая) 1865) мнением Государственного Совета, ему дозволено носить фамилии Глинка-Маврин, с тем, что фамилию эту дозволено носить только старшему в роде.

## Описание герба
В щите, имеющем голубое поле, изображён серебряный олень, бегущий на левую сторону, у которого видна пронзённая сквозь шею красная стрела. Щит увенчан обыкновенным дворянским шлемом с дворянской на нём короной и тремя страусовыми перьями. Намёт на щите голубого и красного цвета, подложен золотом и серебром.
Герб рода Мавриных внесён в Часть 1 Общего гербовника дворянских родов Всероссийской империи, стр. 41

## Известные представители
- Маврин Семён Гордеевич — московский дворянин (1676)[7].
- Маврин, Савва Иванович (1744—1809) — капитан-поручик лейб-гвардии Семеновского полка, член секретных следственных комиссий по расследованию Пугачёвского бунта.
- Маврин, Семён Филиппович (1772—1850) — действительный тайный советник, сенатор Российской империи, землевладелец в Новгородской, Орловской, Санкт-Петербургской губерниях.
- Маврина, Татьяна Алексеевна (1900—1996) — советский художник-живописец, график, иллюстратор.